# Werderthauer Dorfstraße 1, 1a, 2, 24, Wilhelm-Pieck-Platz 1–12

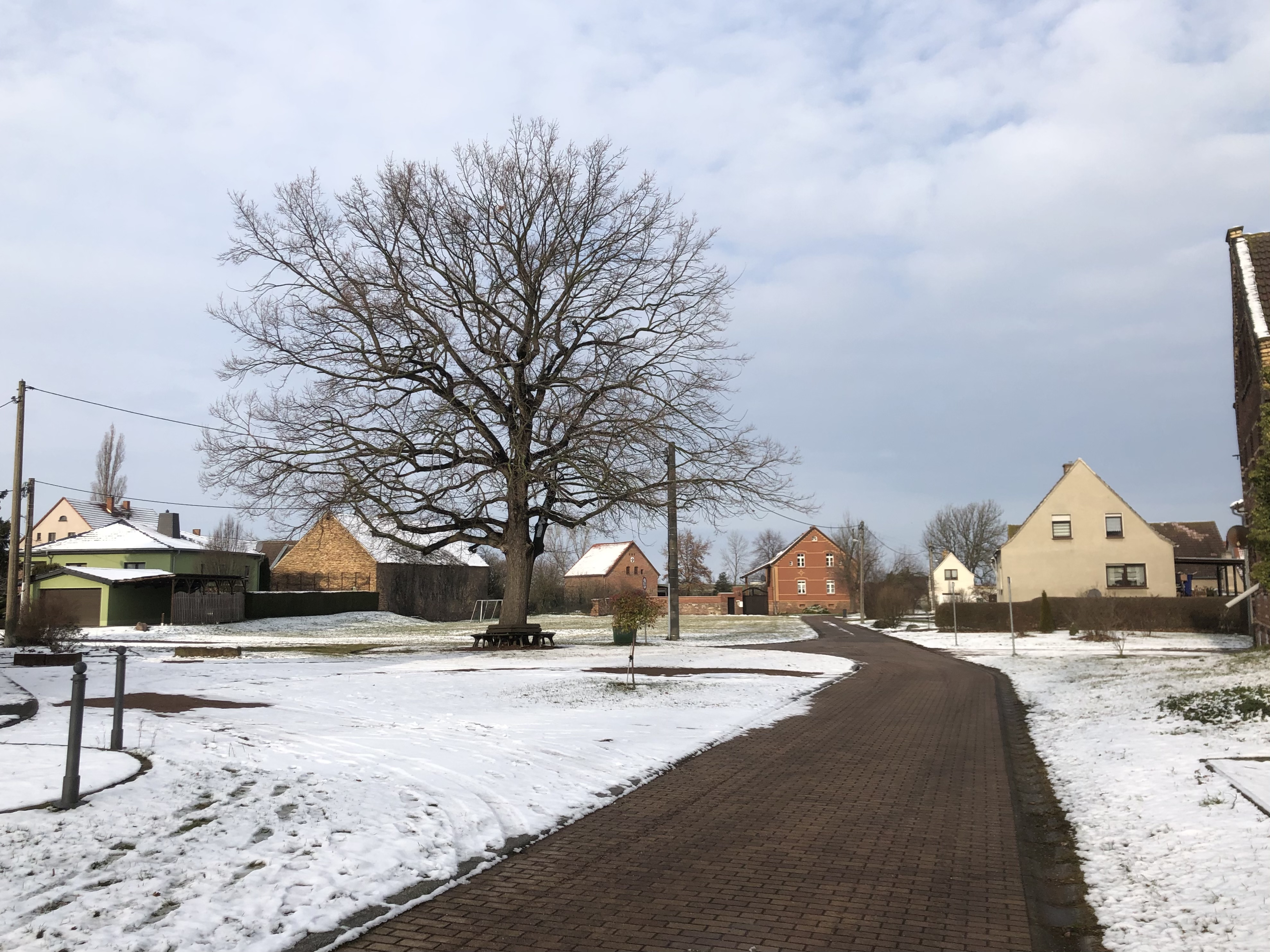
Ortskern Werderthaus im Januar 2021

Werderthauer Dorfstraße 1, 1a, 2, 24, Wilhelm-Pieck-Platz 1–12 ist die Bezeichnung eines Denkmalbereichs im zur Gemeinde Petersberg in Sachsen-Anhalt gehörenden Dorf Werderthau.
Der Denkmalbereich umfasst die Ortsmitte von Werderthau. Er besteht aus einem langgestreckten von Bäumen bestandenen Platz, um den sich die dörfliche Bebauung aus trauf- und giebelständigen Häusern gruppiert. Die Wohn- und Wirtschaftsbauten stammen überwiegend aus dem 19. Jahrhundert. Die Straßen sind zum Teil gepflastert. Als Einzeldenkmale gehören auch die Dorfkirche Werderthau und das Wohnhaus Wilhelm-Pieck-Platz 7 zum Bereich. Außerdem befindet sich das Kriegerdenkmal Werderthau im Gebiet.
Im örtlichen Denkmalverzeichnis ist das als Ortskern bezeichnete Gebiet unter der Nummer 094 55290 eingetragen. Die Werderthauer Dorfstraße hieß vor einer Umbenennung schlicht Dorfstraße.